# Diego Abad de Santillán
Diego Abad de Santillán fou el pseudònim de Sinesio García Fernández (Reyero, província de Lleó 20 de maig de 1897 - Barcelona 18 d'octubre de 1983) fou un actiu dirigent anarquista, escriptor i editor espanyol.

## Biografia
El 1906 emigrà a l'Argentina amb els seus pares Donato García Paniagua i Angela Fernández. Tornà a Espanya per a estudiar a Madrid el 1912, i el 1915 estudià Filosofia i Lletres a la Universitat de Madrid. Allí fou empresonat un any i mig per participar en la vaga general de 1917, i el 1918 tornà a l'Argentina, on continuà com a activista de la Federación Obrera Regional Argentina (FORA) i editor del seu periòdic La Protesta.
Representà la FORA al congrés de l'AIT de Berlín el 1922; allí estudià medicina i es casà amb Elise Kater. El 1925 fou escollit membre del secretariat de la AIT a Amsterdam. El 1926 marxà a Mèxic per a col·laborar amb la Confederación General de Trabajadores (CGT). Tornà a l'Argentina i continuà amb la seva reivindicació anarquista editant La Protesta i La Antorcha. El 1930 fou condemnat a mort per intent de sedició, però aconseguí escapar a l'Uruguai. En proclamar-se la Segona República Espanyola el 1931 tornà altra vegada, però al cap de poc temps tornà a marxar cap a l'Argentina, on viusqué en la clandestinitat tot escrivint i organitzant activitats anarquistes.
El 1933 retornà a Espanya i s'establí a Barcelona. Milità tant a la CNT com a la FAI, tot encarregant-se de l'edició dels diaris Tierra y Libertad, Tiempos Nuevos i Solidaridad Obrera.
Quan esclatà la guerra civil espanyola fou un dels caps de la FAI que es presentà davant el president Lluís Companys exigint armes. Després fou representant de la FAI al Comitè de Milícies Antifeixistes de Catalunya el juliol de 1936. Després fou vocal del Consell d'Economia de la Generalitat de Catalunya l'agost de 1936 i conseller d'Economia, des del 17 de desembre de 1936 al 3 d'abril de 1937 al govern Companys. Durant els Fets de Maig de 1937 mantingué una actitud molt dialogant entre les parts contendents. Posteriorment fou força crític amb l'actuació de Juan Negrín i la seva repressió del Partit Obrer d'Unificació Marxista (POUM) i de la CNT en favor del PCE. En acabar la guerra s'exilià a l'Argentina, on també patí persecucions del règim de Juan Domingo Perón. El 1977 tornà a Barcelona.

## Por qué perdimos la guerra

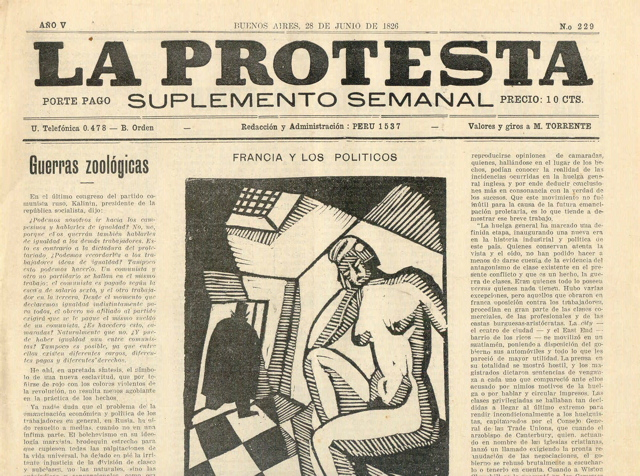
La periódico «La Protesta» № 220 desde 1926

Tan sols un any després de la guerra Abad de Santillán feu ja una anàlisi sobre el perquè de la derrota a un llibre de memòries Por qué perdimos la guerra, publicat a Buenos Aires, identificant-ne tres factors principals que posteriorment han estat seguits per la historiografia:
1. L'oposició recalcitrant dels republicans espanyols "a les realitats populars i els sentiments regionals legítims, com el de Catalunya", que van reduir la capacitat de resposta bèl·lica de Catalunya fins al punt "d'entregar-la, desfeta i amargada, al feixisme".
2. La política de no-intervenció de França i Anglaterra, que va escanyar els recursos del bàndol republicà mentre el feixista rebia el ple suport dels règims afins.
3. Una ajuda russa insuficient que va arribar tard, pagada per avançat amb or i no sempre rebuda, que va comportar com a contrapartida sotmetre's als designis de l'URSS tant en política interior com internacional fent del bàndol republicà "una espècie de colònia soviètica".

## Obres
- Ricardo Flores Magón; el apóstol de la revolución social Mexicana. México: 1925. Reeditado en México: Antorcha, 1988.
- El Anarquismo en el movimiento obrero (con E. López Arango). Barcelona : Ed. Cosmos, 1925.
- El movimiento anarquista en la Argentina. Desde sus comienzos hasta el año 1910. Buenos Aires: Argonauta, 1930.
- El organismo económico de la revolución. Barcelona: 1936.
- After the Revolution, Greenberg, 1937. Ed. facsimilar Sydney: Jura Media, 1996.
- La revolución y la guerra de España. La Habana: 1938
- Bibliografía anarquista Argentina. Barcelona: Timón, 1938.
- Por qué perdimos la guerra, publicada a Buenos Aires el 1940. Reeditada a Esplugues de Llobregat: Ed. Plaza & Janés, 1977. Llevada al cine por su hijo.
- El Movimiento obrero. Anarquismo y socialismo. "Historia argentina", tomo III. Buenos Aires: 1965.
- Contribuciones a la historia del movimiento obrero español (1962 - 1971)
- La F.O.R.A. Ideología y trayectoria del movimiento obrero revolucionario en la Argentina (1933), revisada i ampliada per l'autor el 1971.
- Estrategia y táctica: ayer, hoy y mañana (1976) Prólogo de Carlos Díaz. ed. Jucar. Madrid.
- Memorias 1897-1936. Barcelona: Planeta, 1977.